# Роккастрада
Роккастрада (итал. Roccastrada) — коммуна в Италии, располагается в области Тоскана, в провинции Гроссето.
Население составляет 9302 человека (2008 г.), плотность населения составляет 32 чел./км². Занимает площадь 284 км². Почтовый индекс — 58036. Телефонный код — 0564.
Коммуна Роккастрада разделена на фракции: Монтемасси, Пилони, Риболла, Роккатедериги, Сассофортино, Стикчано, Торниелла.
Покровителем коммуны почитается святитель Николай Мирликийский, чудотворец, празднование 6 декабря.

## Демография
Динамика населения:

## Администрация коммуны
- Официальный сайт: http://www.comune.roccastrada.gr.it/